# Падурени (Дамиенешти)
Падурени (рум. Pădureni) насеље је у Румунији у округу Бакау у општини Дамиенешти. Oпштина се налази на надморској висини од 216 m.

## Становништво
Према подацима из 2011. године у насељу је живело 64 становника.